# Мір'яна Новакович
Мір'яна Новакович (Белград, 28 квітня 1966) — сербська письменниця. Оповідання та романи Мір'яни Новакович були опубліковані французькою, англійською, грецькою, болгарською, російською та німецькою мовами.

## Біографія
У прозі Мір'яни Новакович переплітаються сьогодення та минуле, фантастика та реалізм. Персонажі цікаві, сюжети несподівані та переплітаються елементи криміналу, жахів, міфу та наукової фантастики. Її проза цікава як пересічному, так і вимогливому читачеві. Стиль оповіді іронічний з великою дотепністю та шармом. Мір'яна Новакович дебютувала в 1996 році зі збіркою Дунайських апокрифів, виданих «Народною книгою». У цій збірці знайдено дві повісті: «Легіон грому» та «Євангеліє від спраглих».
Перший роман «Страх і його слуга» повернув у сербську літературу вампірів, доповнивши відомий канон освіжаючими постмодерністськими штрихами. Незважаючи на те, що нагорода НІН уникла її (результат голосування був 3:2 на користь Sitničarnica «На щасливу руку» Горана Петровича), «Страх і його слуга» продовжили своє життя через численні видання та переклади і сьогодні користуються культовим статусом.
Другий роман Мір'яни Новакович був менш поміченим — історія альтернативного Белграда та переформатування реальності була надто вимогливою та складною для багатьох. Цей роман також не отримав премії НІН, але був увінчаний премією Лазаря Комарчича за найкращий фентезійний роман у 2005 році. У 2011 році у книгарнях з'явився третій роман Мір'яни Новакович: «Тіто помер», який увійшов до короткого списку премії НІН і посів друге місце у відборі на регіональну премію Балканіка.

## Прийом роботи
Теофіл Панчич зробив рецензію на роман «Страх і його слуга» в тижневику Време 25 січня 2001 р. і зазначив: «У романі „Страх і його слуга“, дещо об'ємному за сьогоднішніми літературними мірками — близько 300 сторінок, — Новакович вправно і плавно, концептуально і змістовно занадто багато, але не наївно, плете історію про появу вампірів. Там, унизу, на завжди темних Балканах (а це їхня батьківщина, чи не так), історію, в якій жахливі та фантастичні моделі змішані з постмодерністськими іграми з усіма видами цитат і посилань, але без ендемічних побутових постмодерністських роздратувань, історія, в якій історія, перевернута з ніг на голову, є мізансценою для жартівливого, приємного смикання читача: так, як він отримує звикнувши до одного „розподілу ролей“, подібно до того, як він формує свій „горизонт очікувань“, читач затягується в зовсім інший бік». Георге Баїч високо оцінює роман у статті для Поббокс: «Змішуючи історичне та міфічне, реальне та фантастичне, авторка створює твір високої інтертекстуальності, який ухиляється від точного жанрового визначення». Деян Огнянович також високо оцінює роман і завершує свій текст словами: «По-перше, це чудова розумна, дотепна, розважальна, надихаюча книга, і жанр чи нежанр тут мало пов'язані. Це, перш за все, приємно читати (хоча кінцівка, можливо, не всім сподобалася, тому я її гаряче рекомендую».
Володимир Арсенич писав про роман «Тіто помер»: «Новий роман Мір'яни Новакович „Тіто помер“ — це справжній політичний трилер, і, незважаючи на його постійне вибивання з вузьких коліїв жанру, це дуже хороша книга»… «Тіто помер» — це точний діагноз вмираючого суспільства, в якому неможливо вийти з наперед визначених ролей, оскільки Сербія, як і будь-яке перехідне суспільство в постійній диктатурі — якщо не однієї особи, то капіталу — перетворилася на касту держава, де ви знаєте, хто такі париї, і як кшатрій, тут немає місця правді". Зоран Янкович дав роману найвищу оцінку в журналі: «„Тіто помер“, і це дійсно вміло розв'язана та керована таємниця, але також і політичний роман… Новакович майстерно плете інтригу, яка поєднує політичні махінації та закулісні ігри, що охоплюють майже півстоліття, і цей її роман можна легко читати як есе про загальну спадщину літературних таємниць із рідко вражаючим головним героєм стигматизованого, непокірного і непридатного журналіста, якому доручено розгадати загадку політичної інтриги того часу, а також таємницю підозрілого (єдиного) вбивства майбутньої молодої суперзірки на політичній сцені Сербії сьогодні».

## Нагороди
- «Страх і його слуга» — премія «Ісидора Секулич», короткий список премії НІН[11];
- — премія «Лазар Комарчич», короткий список для премії НІН[12];
- «Тіто помер» — у шорт-листі премії NIN 2011; II місце у відборі на регіональну премію «Балканіка» за 2012 рік.